# World Games 2017/Teilnehmer (Mauritius)
| Gelbes Symbol für Goldmedaillen mit stilisierten Olympischen Ringen | Graues Symbol für Silbermedaillen mit stilisierten Olympischen Ringen | Braundes Symbol für Bronzemedaillen mit stilisierten Olympischen Ringen |
| ------------------------------------------------------------------- | --------------------------------------------------------------------- | ----------------------------------------------------------------------- |
| —                                                                   | —                                                                     | —                                                                       |

Mauritius nahm in Breslau an den World Games 2017 teil. Die Delegation bestand aus drei Athleten.

## Teilnehmer nach Sportarten

### Jiu Jitsu
| Männer              |                |                    |                  |                    |                  |                  |                  |                  |                  |                  |                  |                  |
| Rayan Krishna Proag | 69 kg Fighting | Pavel Korzhavykh   | 0:50             | Tim Toplak         | 0:14             | ausgeschieden    | ausgeschieden    | ausgeschieden    | ausgeschieden    | ausgeschieden    | ausgeschieden    | ausgeschieden    |
| Rayan Krishna Proag | 69 kg Ne-Waza  | nicht angetreten   | nicht angetreten | nicht angetreten   | nicht angetreten | nicht angetreten | nicht angetreten | nicht angetreten | nicht angetreten | nicht angetreten | nicht angetreten | nicht angetreten |
| Jonathan Charlot    | 77 kg Fighting | Percy Kunsa Bi Aku | 6:9              | Frederik Widgren   | 1:16             | ausgeschieden    | ausgeschieden    | ausgeschieden    | ausgeschieden    | ausgeschieden    | ausgeschieden    | ausgeschieden    |
| Jonathan Charlot    | 77 kg Ne-Waza  | Maciej Kozak       | 0:100            | Mohamed Al Qubaisi | 0:0              | ausgeschieden    | ausgeschieden    | ausgeschieden    | ausgeschieden    | ausgeschieden    | ausgeschieden    | ausgeschieden    |

### Kickboxen
| Männer           |          |            |     |               |               |               |               |               |               |               |
| Aleksei Fedoseev | K1 81 kg | Omari Boyd | 0:3 | ausgeschieden | ausgeschieden | ausgeschieden | ausgeschieden | ausgeschieden | ausgeschieden | ausgeschieden |